# Whatfor
Whatfor是2002年秋在RTL Group旗下的M6频道播出的真人秀节目“Popstars”法国第二季比赛中组建的一支乐队。它由Cyril（来自马赛）、Erika（来自马赛）、Nicolas（来自土伦）和Monia（来自里昂市郊）组成。
他们的第一张单曲《Plus haut》和第一张也是唯一的一张专辑《What for》都曾在法国音乐排行榜上排到了第一的位置。他们的音乐风格由现代舞曲音乐、流行以及R&B混合而成，同时明显带有70年代末的disco和乡土爵士乐的印记。这主要是因为这张专辑的策划人—Philippe Saisse—曾为那个时代的许多歌手如Chic和Chaka Khan制作过非常成功的专辑。
但是好景不长，他们的第二张单曲《L’amour n’a pas de loi》（翻唱自瑞典歌手Carola的专辑《My Show》中的《A kiss goodbye》）的彻底失败终结了他们的成功。
乐队在创建6个月后解散。据说是因为乐队成员Monia的不佳表现，但并没有明确的证据，因此只被当作小报的八卦。
Erika和Cyril共同组建了一支乐队，Nicolas尝试单飞，但是他们的事业都没有再获得成功。而Monia的下落则未知。